# Joseph Lynch
Joseph Lynch, född 22 april 1878, död 10 mars 1952, var en australisk friidrottare. Han deltog vid olympiska sommarspelen 1908.